# 시싱허스트 캐슬 가든

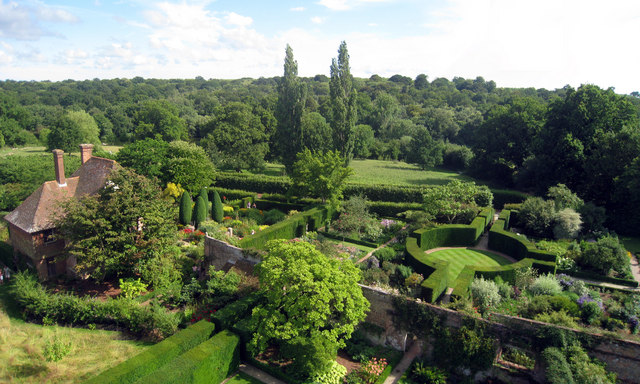
2009년 모습

시싱허스트 캐슬 가든(Sissinghurst Castle Garden)은 영국 켄트주 윌드 지방 시싱허스트에 위치한 곳으로, 시인이자 작가인 비타 색빌-웨스트와 작가이자 외교관인 그녀의 남편 해럴드 니콜슨이 조성했다. 이 정원은 영국에서 가장 유명한 정원 중 하나이며, 히스토릭 잉글랜드 및 정원 등록부에서 1등급으로 지정되어 있다. 색빌-웨스트는 1930년에 이 정원을 매입했고, 이후 30년 동안 여러 저명한 수석 정원사들과 협력하고, 후에 그 자리를 이어받았다. 색빌-웨스트와 니콜슨은 "불결하고 지저분한 무질서"의 농장을 세계에서 가장 영향력 있는 정원 중 하나로 탈바꿈시켰다. 1962년 색빌-웨스트가 사망한 후, 이 부지는 내셔널 트러스트에 기증되었다. 2021-2022 시즌 내셔널 트러스트 선정 가장 많이 방문한 장소 순위에서 42위를 차지했으며, 15만 명이 넘는 방문객을 기록했다.
정원에는 국제적으로 인정받는 식물 컬렉션이 소장되어 있으며, 특히 오래된 정원 장미 컬렉션이 돋보이다. 작가 앤 스콧 제임스는 시싱허스트의 장미를 "세계 최고의 컬렉션 중 하나"라고 평했다. 정원에서 번식하는 여러 식물에는 시싱허스트와 관련된 인물이나 정원 자체의 이름과 관련된 이름이 붙어 있다. 정원 디자인은 "가든 룸"이라고 불리는 울타리로 둘러싸인 정원으로 이어지는 축 방향의 산책로를 기반으로 하며, 이는 이러한 정원 양식의 초기 사례 중 하나이다. 개별 "가든 룸" 중에서도 화이트 가든은 특히 영향력이 컸으며, 원예가 토니 로드는 이를 "당대 가장 야심 차고, 가장 매혹적인 정원"이라고 묘사했다.
시싱허스트 부지는 고대에 건설되었으며, 적어도 중세 시대부터 사람이 거주해 왔다. 현재의 건물들은 1530년대에 존 베이커 경이 지은 저택에서 시작되었다. 1554년, 존 경의 딸 세실리는 비타 색빌-웨스트의 조상인 도싯 백작 1세 토머스 색빌과 결혼했다. 18세기 무렵, 베이커 가문의 재산은 쇠퇴했고, 시싱허스트 성으로 개명된 이 집은 7년 전쟁 중 포로 수용소로 사용되기 위해 정부에 임대되었다. 포로들은 큰 피해를 입혔고, 19세기에 이르러서는 리처드 경의 집 대부분이 철거되었다. 19세기 중반, 남아 있던 건물들은 구빈원으로 사용되었고, 20세기에 이르러서는 시싱허스트는 농장으로 전락했다. 1928년, 이 성은 매물로 나왔지만 2년 동안 팔리지 않았다.
색빌-웨스트는 1892년 색빌 가문의 본가인 놀에서 태어났다. 그녀의 성별이 아니었다면 색빌-웨스트는 1928년 아버지가 사망했을 때 놀을 물려받았을 것이다. 대신 장자 상속에 따라 집과 소유권이 삼촌에게 넘어갔고, 그녀는 깊은 상실감을 느꼈다. 1930년, 그녀와 니콜슨이 집 롱 반(Long Barn)이 개발로 위협받는 것을 우려한 후 색빌-웨스트는 시싱허스트 캐슬을 구입했다. 시싱허스트를 구입하면서 색빌-웨스트와 니콜슨은 참나무와 견과나무 몇 그루, 모과나무 한 그루, 오래된 장미 한 송이 외에는 거의 물려받지 못했다. 색빌-웨스트는 부동산 증서가 서명되기도 전에 사우스코티지(South Cottage)의 남쪽 면에 누아제트 장미 '마담 알프레드 카리에르(Madame Alfred Carrière)'를 심었다. 니슨은 주로 정원 디자인을 계획하는 데 책임이 있었고 색빌-웨스트는 심는 일을 맡았다. 그 후 30년 동안 그녀는 수석 정원사와 함께 약 200종의 장미와 수많은 다른 꽃과 관목을 재배했다. 색빌-웨스트와 니콜슨이 "아무도 없던 정원"을 만든 지 수십 년이 지난 지금도 시싱허스트는 원예 사상과 실천에 큰 영향을 미치고 있다.